# Robert Lochner
Robert H. Lochner (New York, 20 ottobre 1918 – Berlino Ovest, 21 settembre 2003) è stato un giornalista statunitense, autore della celebre frase Ich bin ein Berliner, pronunciata dal Presidente degli Stati Uniti John Fitzgerald Kennedy il 26 giugno 1963 nel discorso tenuto mentre era in visita a Berlino Ovest di fronte al Rathaus Schöneberg.

## Biografia
Nato a New York, suo padre, Louis P. Lochner, è stato anch'egli giornalista, corrispondente di guerra dalla Germania, e per questo vincitore del Premio Pulitzer nel 1939, nonché direttore a Berlino della Associated Press dal 1924 fino all'entrata degli Stati Uniti in guerra nel 1941. 
Cresciuto a Berlino, il giovane Robert studiò per un semestre alla locale Università, successivamente si trasferì negli Stati Uniti dove conseguì un Bachelor of Arts ed un Master of Arts in scienze politiche ed economia presso l'Università di Chicago. Dopo aver ottenuto i suoi titoli universitari, decise di rimanere in madrepatria dove collaborò per la NBC durante la Seconda Guerra Mondiale. 
Nel 1945, prima della fine del conflitto, fu inviato come combattente in Germania dove, grazie alla sua profonda conoscenza della lingua, restò al servizio delle forze di occupazione alleate in Germania Ovest in qualità di interprete e fu membro dello United States Strategic Bombing Survey, ovvero il gruppo di esperti raccolto dagli Stati Uniti per valutare in maniera oggettiva gli effetti dei bombardmenti strategici alleati sulla Germania nazista. Nel 1949 assunse il ruolo di redattore capo della importante testata giornalistica, con allora sede a Francoforte, Die Neue Zeitung, patrocinata e stampata dalle forze della Zona americana di occupazione della Germania, incarico che ricoprì fino al 1952. 
Dal 1961 al 1968 ricoprì l'incarico di direzione responsabile della Rundfunk im amerikanischen Sektor (RIAS), l'emittente radiofonica con sede a Berlino Ovest creata dagli Stati Uniti per operazioni di propaganda anti-sovietica. 
 Durante la celebre visita del presidente Kennedy a Berlino Ovest, Lochner fu il suo interprete per la lingua tedesca, e fu con il suo aiuto che, appena due anni prima della costruzione del muro di Berlino, Kennedy riuscì a tenere il suo famoso discorso nella Rathaus Schöneberg, di fronte a circa 450.000 persone, al fianco dei più importanti rappresentanti della Repubblica Federale Tedesca, come Willy Brandt e Konrad Adenauer.

 Nei primi drammatici giorni dell'erezione del muro di Berlino, fu uno dei primi giornalisti e dei primi statunitensi ad accorrere a Berlino Est per verificare di persona cosa stesse realmente accadendo.

Prima di ritirarsi a Berlino, dove morì di embolia polmonare, svolse la sua attività di corrispondente sia in Vietnam che a Washington.